# 狙擊手章
狙击手章（德语：Scharfschützenabzeichen）是二战期間德国授予狙击手的军事勋章。它于1944年8月20日成立。最初，只有在德国陆军和武装党卫军服役的人员才有资格。后来，根据最高司令部的命令，它也提供给其他武装部队的狙击手。
狙击手的徽章分为三个等级：
- 三級：击杀20名敌人（无绳索）
- 二級：击杀40名敌人（带银线）
- 一級：击杀60名敌人的（带金线）

敌人的击杀数从1944年9月1日开始计算。近距离击杀不计算在内。每一次敌人的杀戮都必须得到目击者的证实，并向部队报告。